# Chiusa di San Michele
Chiusa di San Michele é uma comuna italiana da região do Piemonte, província de Turim, com cerca de 1.602 habitantes. Estende-se por uma área de 6 km², tendo uma densidade populacional de 267 hab/km². Faz fronteira com Condove, Caprie, Vaie, Sant'Ambrogio di Torino, Valgioie, Coazze.

## Demografia
| Variação demográfica do município entre 1861 e 2011                               |
|                                                                                   |
| Fonte: Istituto Nazionale di Statistica (ISTAT) - Elaboração gráfica da Wikipedia |